# Saint-Laurent-Lolmie
Saint-Laurent-Lolmie (en occitano Sent Laurenç de Lòrmia) era una comuna francesa situada en el departamento de Lot, de la región de Occitania, que el 1 de enero de 2018 pasó a ser una comuna delegada de la comuna nueva de Lendou-en-Quercy al fusionarse con las comunas de Lascabanes y Saint-Cyprien.

## Demografía
| Gráfica de evolución demográfica de Saint-Laurent-Lolmie entre 1800 y 2015 |
|                                                                            |

Los datos demográficos contemplados en este gráfico de la comuna de Saint-Laurent-Lolmie se han cogido de 1800 a 1999 de la página francesa EHESS/Cassini, y los demás datos de la página del INSEE.